# Mingoval
Mingoval est une commune française située dans le département du Pas-de-Calais en région Hauts-de-France. Ses habitants sont appelés les Mingovalois. La commune fait partie de la communauté de communes des Campagnes de l'Artois.

## Géographie

### Localisation
Localisée dans le sud-est du département du Pas-de-Calais, Mingoval est une commune située, à vol d'oiseau, à 17 km au nord-ouest de la commune d’Arras (aire d'attraction, chef-lieu d'arrondissement et préfecture du Pas-de-Calais).
Le territoire de la commune est limitrophe de ceux de cinq communes.
Les communes limitrophes sont  Aubigny-en-Artois, Béthonsart, Caucourt, Savy-Berlette et Villers-Châtel.

### Géologie et relief
La superficie de la commune est de 3,79 km2 ; son altitude varie de 109  à   157 m.

### Hydrographie
La commune est située dans le bassin Artois-Picardie. Elle n'est drainée par aucun cours d'eau,.

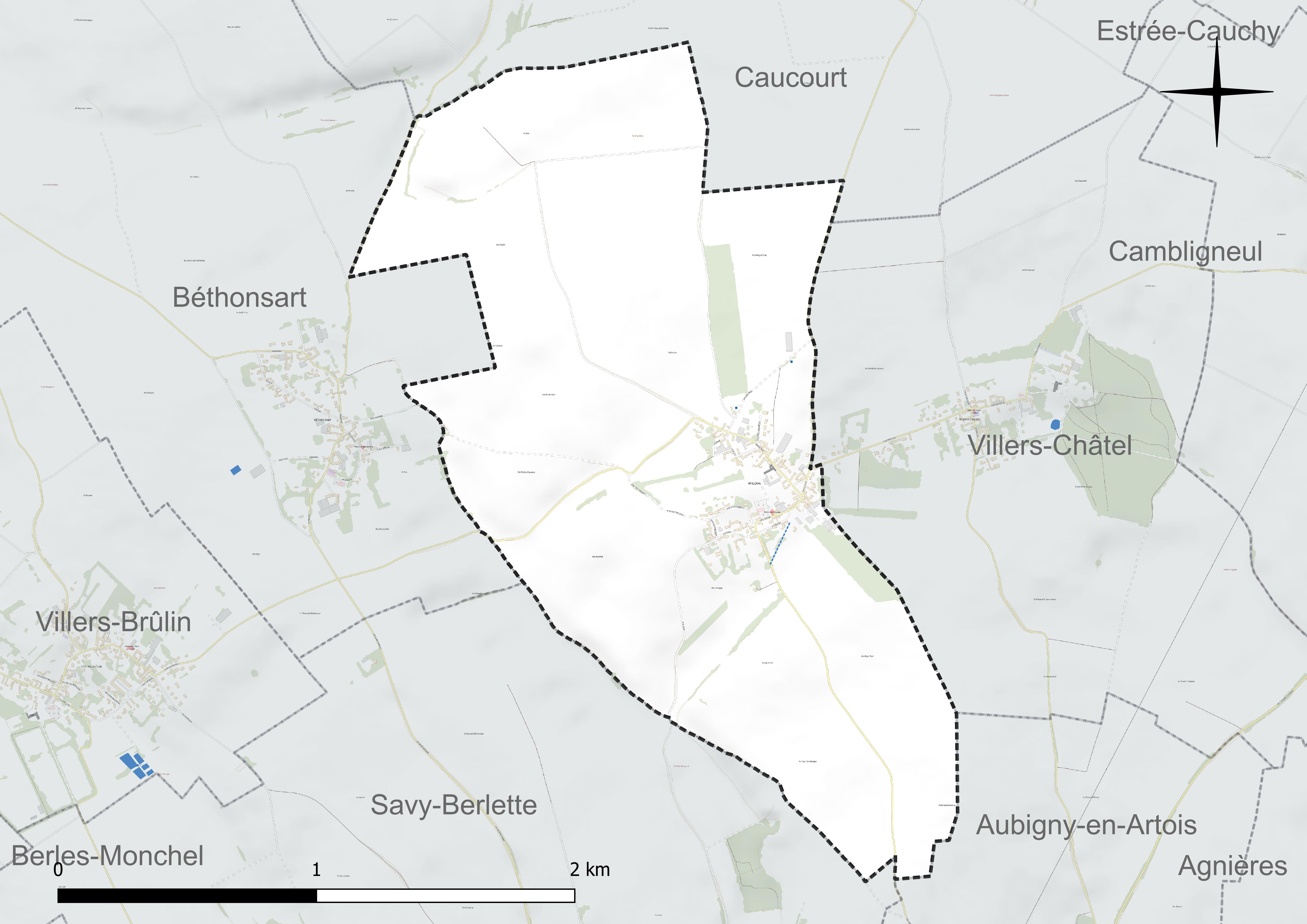
Réseau hydrographique de Mingoval.

### Climat
Pour des articles plus généraux, voir Climat des Hauts-de-France et Climat du Pas-de-Calais.
En 2010, le climat de la commune est de type climat océanique dégradé des plaines du Centre et du Nord, selon une étude du CNRS s'appuyant sur une série de données couvrant la période 1971-2000. En 2020, Météo-France publie une typologie des climats de la France métropolitaine dans laquelle la commune est exposée à un climat océanique et est dans la région climatique Côtes de la Manche orientale, caractérisée par un faible ensoleillement (1 550 h/an) ; forte humidité de l'air (plus de 20 h/jour avec humidité relative > 80 % en hiver), vents forts fréquents.
Pour la période 1971-2000, la température annuelle moyenne est de 10 °C, avec une amplitude thermique annuelle de 14 °C. Le cumul annuel moyen de précipitations est de 843 mm, avec 12,7 jours de précipitations en janvier et 9,3 jours en juillet. Pour la période 1991-2020, la température moyenne annuelle observée sur la station météorologique la plus proche, située sur la commune de Saulty à 18 km à vol d'oiseau, est de 10,4 °C et le cumul annuel moyen de précipitations est de 899,7 mm,. Pour l'avenir, les paramètres climatiques de la commune estimés pour 2050 selon différents scénarios d'émission de gaz à effet de serre sont consultables sur un site dédié publié par Météo-France en novembre 2022.

### Milieux naturels et biodiversité
L'Inventaire national du patrimoine naturel (INPN) recense plusieurs espèces faunistiques et floristiques sur le territoire de la commune dont certaines sont protégées et d'autres menacées et quasi-menacées.

## Urbanisme

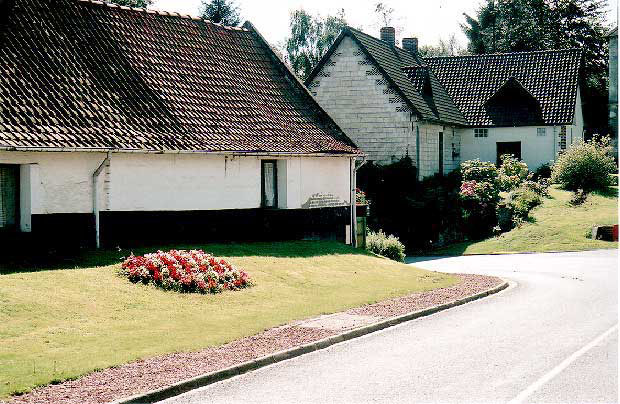
Maisons dans le village

### Typologie
Au 1er janvier 2024, Mingoval est catégorisée commune rurale à habitat dispersé, selon la nouvelle grille communale de densité à sept niveaux définie par l'Insee en 2022.
Elle est située hors unité urbaine. Par ailleurs la commune fait partie de l'aire d'attraction d'Arras, dont elle est une commune de la couronne,. Cette aire, qui regroupe 163 communes, est catégorisée dans les aires de 50 000 à moins de 200 000 habitants,.

### Occupation des sols
L'occupation des sols de la commune, telle qu'elle ressort de la base de données européenne d'occupation biophysique des sols Corine Land Cover (CLC), est marquée par l'importance des territoires agricoles (95,2 % en 2018), en diminution par rapport à 1990 (100 %). La répartition détaillée en 2018 est la suivante : 
terres arables (89,1 %), prairies (5,7 %), zones urbanisées (4,8 %), zones agricoles hétérogènes (0,4 %). L'évolution de l'occupation des sols de la commune et de ses infrastructures peut être observée sur les différentes représentations cartographiques du territoire : la carte de Cassini (XVIIIe siècle), la carte d'état-major (1820-1866) et les cartes ou photos aériennes de l'IGN pour la période actuelle (1950 à aujourd'hui).

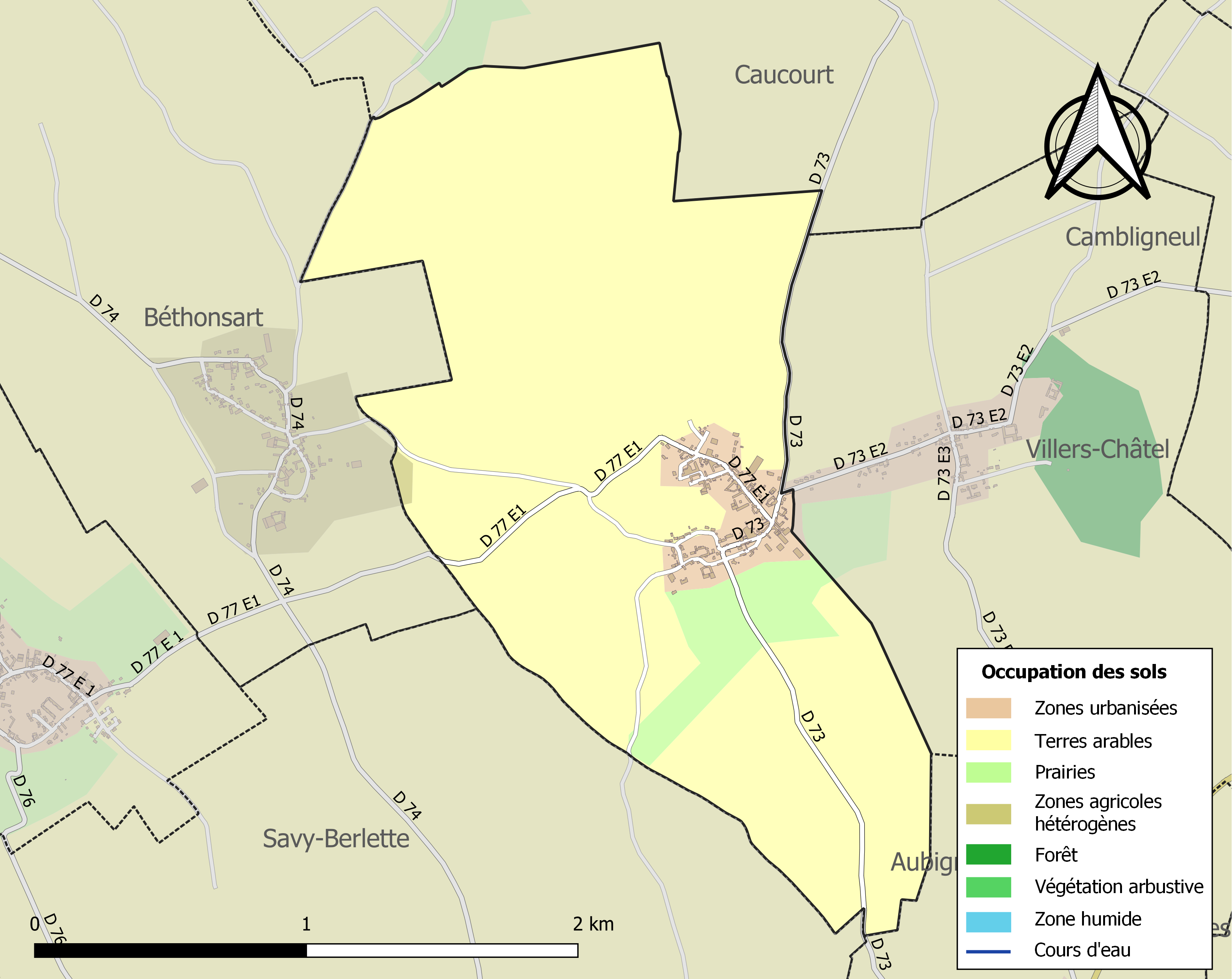
Carte des infrastructures et de l'occupation des sols de la commune en 2018 (CLC).

## Toponymie
Le nom de la localité est attesté sous les formes Megoval en 1212 ; Maingonvalle en 1213 ; Maingoval en 1215 ; Mangonval en 1259 ; Maignoval au XIIIe siècle ; Maingauval en 1314 ; Maigneval en 1318 ; Maingueval en 1318 ; Maigauval vers 1366 ; Mainghoval, Mengoval au XIVe siècle ; Mangoval en 1469 ; Mingoval en 1793 et depuis 1801.
D'après Maurits Gysseling, Mingoval pourrait être la Maginagauti vallis, la vallée de Maginagaut, anthroponyme germanique formé de magina (force, puissance, qui a donné Macht en allemand ou en néerlandais), et gauta (Goth).

## Histoire
Pendant la Première Guerre mondiale, des troupes françaises ont stationné sur Mingoval, situé en arrière du front d'Artois, notamment en janvier 1915.

## Politique et administration

### Découpage territorial
La commune se trouve dans l'arrondissement d'Arras du département du Pas-de-Calais.

#### Commune et intercommunalités
La commune fait partie de la communauté de communes des Campagnes de l'Artois qui regroupe 96 communes et compte 33 141 habitants en 2021.

#### Circonscriptions administratives
La commune est rattachée au canton d'Avesnes-le-Comte.

#### Circonscriptions électorales
Pour l'élection des députés, la commune fait partie de la première circonscription du Pas-de-Calais.

### Élections municipales et communautaires

#### Liste des maires
| Période                                  | Période                    | Identité       | Étiquette | Qualité                         |
| ---------------------------------------- | -------------------------- | -------------- | --------- | ------------------------------- |
| Les données manquantes sont à compléter. |                            |                |           |                                 |
| juin 1995                                | 2020                       | Jacques Deneux |           | Réélu pour le mandat 2014-2020, |
| 23 mai 2020                              | En cours (au 29 mars 2022) | Sidonie Duriez |           | Cadre de la fonction publique,  |

## Population et société

### Démographie
Les habitants sont appelés les Mingovalois.

#### Évolution démographique
L'évolution du nombre d'habitants est connue à travers les recensements de la population effectués dans la commune depuis 1793. Pour les communes de moins de 10 000 habitants, une enquête de recensement portant sur toute la population est réalisée tous les cinq ans, les populations de référence des années intermédiaires étant quant à elles estimées par interpolation ou extrapolation. Pour la commune, le premier recensement exhaustif entrant dans le cadre du nouveau dispositif a été réalisé en 2008.

En 2022, la commune comptait 231 habitants, en évolution de +0,43 % par rapport à 2016 (Pas-de-Calais : −0,72 %, France hors Mayotte : +2,11 %).
| 1793 | 1800 | 1806 | 1821 | 1831 | 1836 | 1841 | 1846 | 1851 |
| ---- | ---- | ---- | ---- | ---- | ---- | ---- | ---- | ---- |
| 431  | 290  | 302  | 304  | 298  | 314  | 294  | 297  | 276  |

| 1856 | 1861 | 1866 | 1872 | 1876 | 1881 | 1886 | 1891 | 1896 |
| ---- | ---- | ---- | ---- | ---- | ---- | ---- | ---- | ---- |
| 287  | 293  | 286  | 296  | 299  | 289  | 271  | 276  | 283  |

| 1901 | 1906 | 1911 | 1921 | 1926 | 1931 | 1936 | 1946 | 1954 |
| ---- | ---- | ---- | ---- | ---- | ---- | ---- | ---- | ---- |
| 252  | 237  | 239  | 233  | 243  | 238  | 218  | 200  | 188  |

| 1962 | 1968 | 1975 | 1982 | 1990 | 1999 | 2006 | 2008 | 2013 |
| ---- | ---- | ---- | ---- | ---- | ---- | ---- | ---- | ---- |
| 198  | 201  | 196  | 183  | 207  | 208  | 203  | 201  | 229  |

| 2018 | 2022 | - | - | - | - | - | - | - |
| ---- | ---- | - | - | - | - | - | - | - |
| 231  | 231  | - | - | - | - | - | - | - |

#### Pyramide des âges
En 2018, le taux de personnes d'un âge inférieur à 30 ans s'élève à 36,8 %, soit au-dessus de la moyenne départementale (36,7 %). À l'inverse, le taux de personnes d'âge supérieur à 60 ans est de 24,3 % la même année, alors qu'il est de 24,9 % au niveau départemental.
En 2018, la commune comptait 122 hommes pour 109 femmes, soit un taux de 52,81 % d'hommes, largement supérieur au taux départemental (48,50 %).
Les pyramides des âges de la commune et du département s'établissent comme suit.
| Hommes | Classe d’âge | Femmes |
| ------ | ------------ | ------ |
| 0,0    | 90 ou +      | 0,0    |
| 6,6    | 75-89 ans    | 5,5    |
| 18,9   | 60-74 ans    | 17,4   |
| 15,6   | 45-59 ans    | 16,5   |
| 22,1   | 30-44 ans    | 23,9   |
| 16,4   | 15-29 ans    | 15,6   |
| 20,5   | 0-14 ans     | 21,1   |

| Hommes | Classe d’âge | Femmes |
| ------ | ------------ | ------ |
| 0,5    | 90 ou +      | 1,6    |
| 5,6    | 75-89 ans    | 8,9    |
| 16,7   | 60-74 ans    | 18,1   |
| 20,2   | 45-59 ans    | 19,2   |
| 18,9   | 30-44 ans    | 18,1   |
| 18,2   | 15-29 ans    | 16,2   |
| 19,9   | 0-14 ans     | 17,9   |

## Culture locale et patrimoine

### Lieux et monuments

#### Monuments historiques
- La porte du cimetière : elle fait l'objet d'une inscription au titre des monuments historiques depuis le 5 octobre 1926[32].
- Le clocher de l'église. Il fait l'objet d'un classement au titre des monuments historiques depuis le 31 janvier 1927[33].

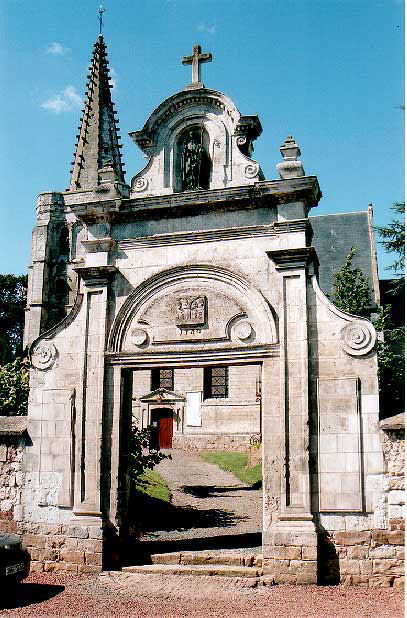
La porte du cimetière.
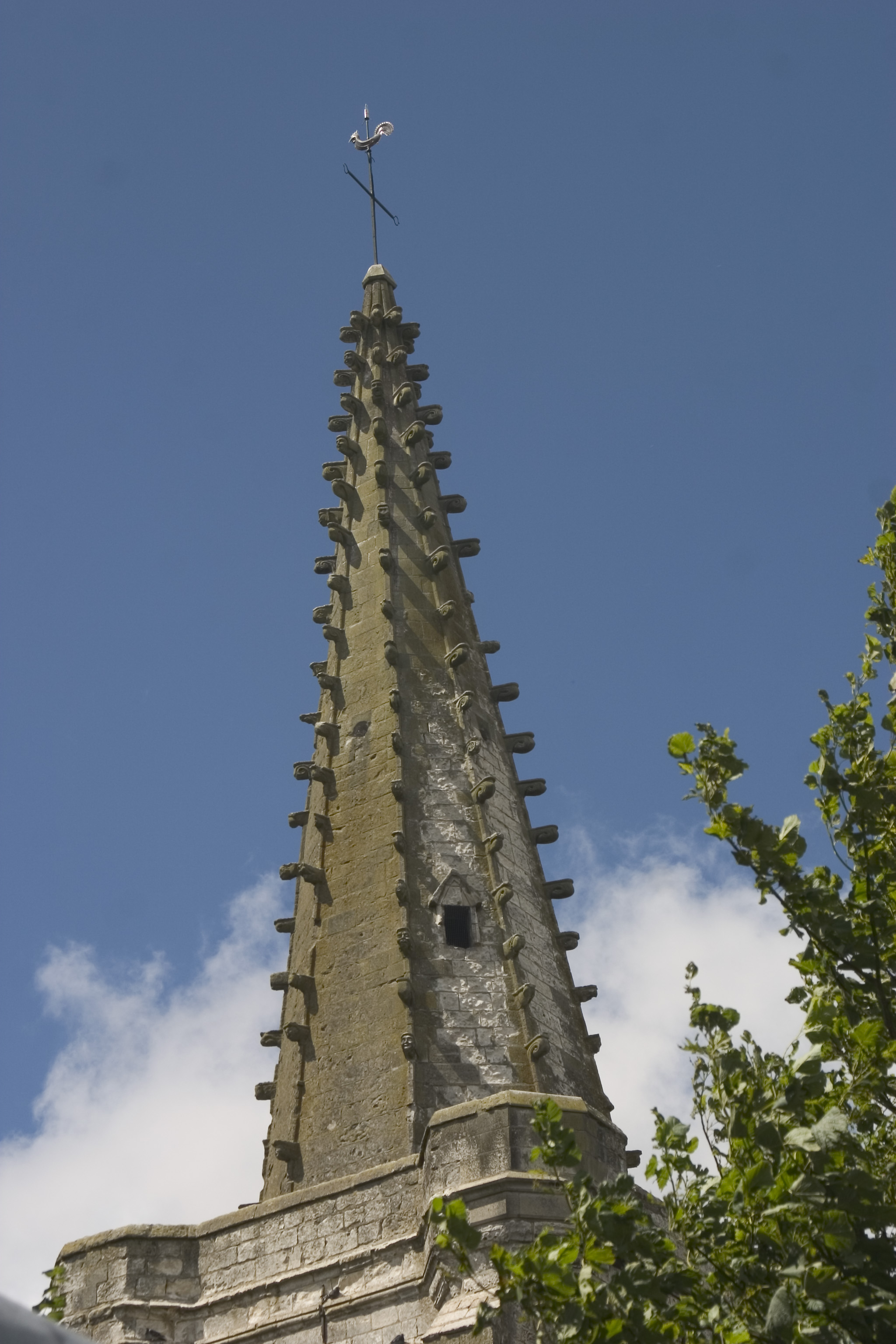
Le clocher de l'église.

#### Autres lieux et monuments
- L'église fortifiée Notre-Dame de la Visitation.
- Le monument aux morts[34].

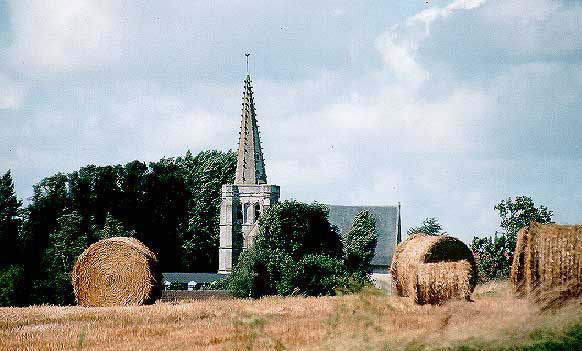
L'église.
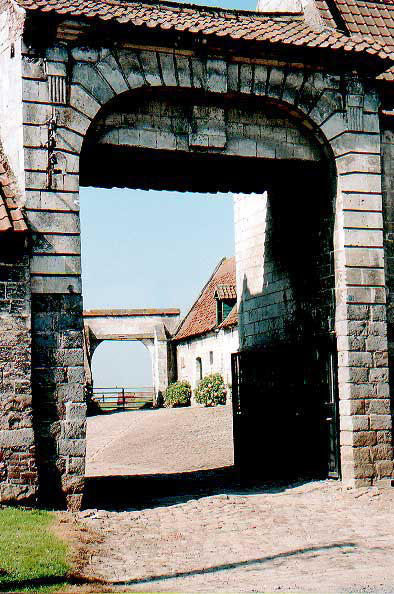
Le porche d'une ferme.

L'église possède une flèche à crochets, comme certaines églises de communes voisines : Béthonsart, Camblain-l'Abbé, Écoivres, Habarcq, Hermaville, Mont-Saint-Éloi, Savy-Berlette et Servins.

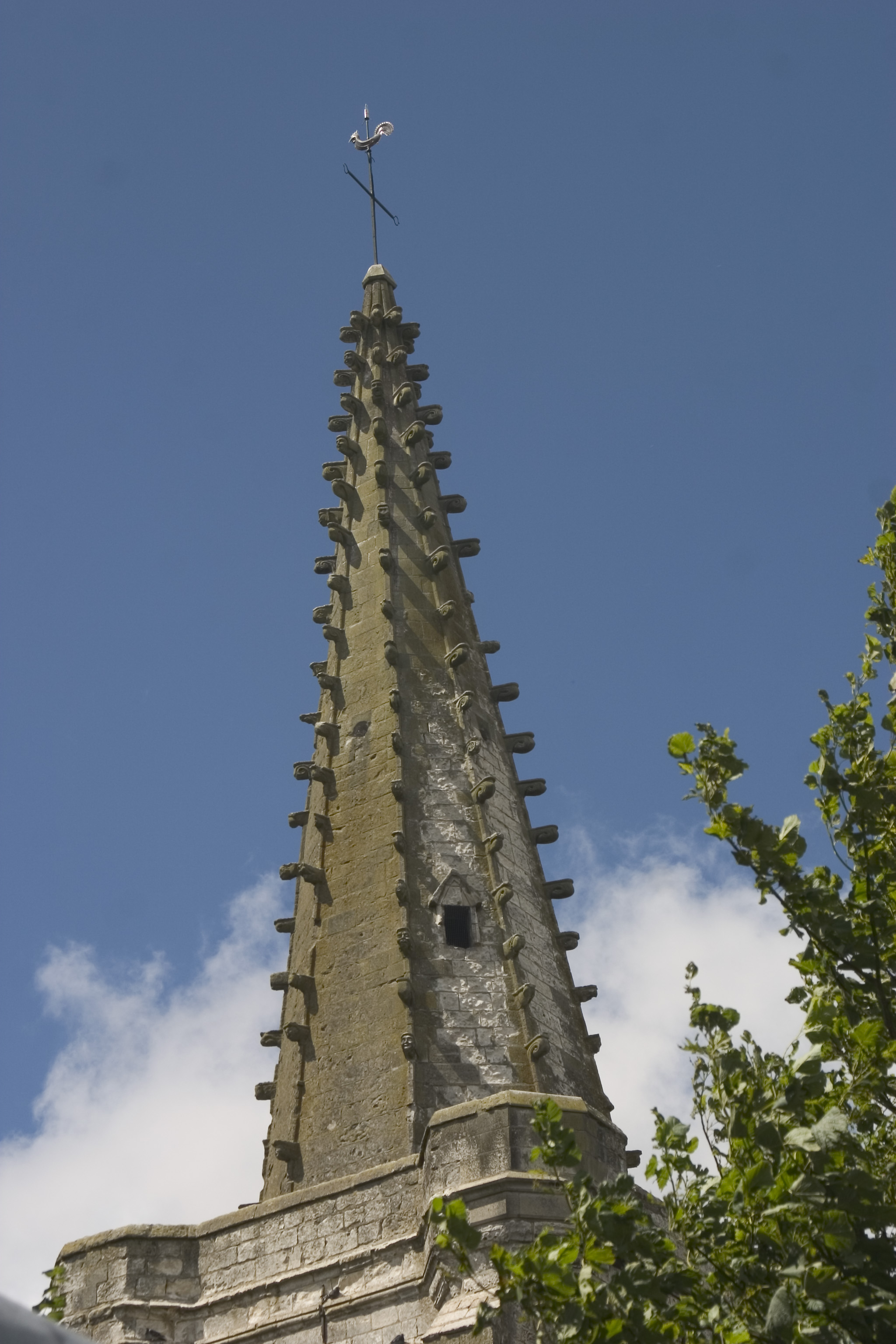
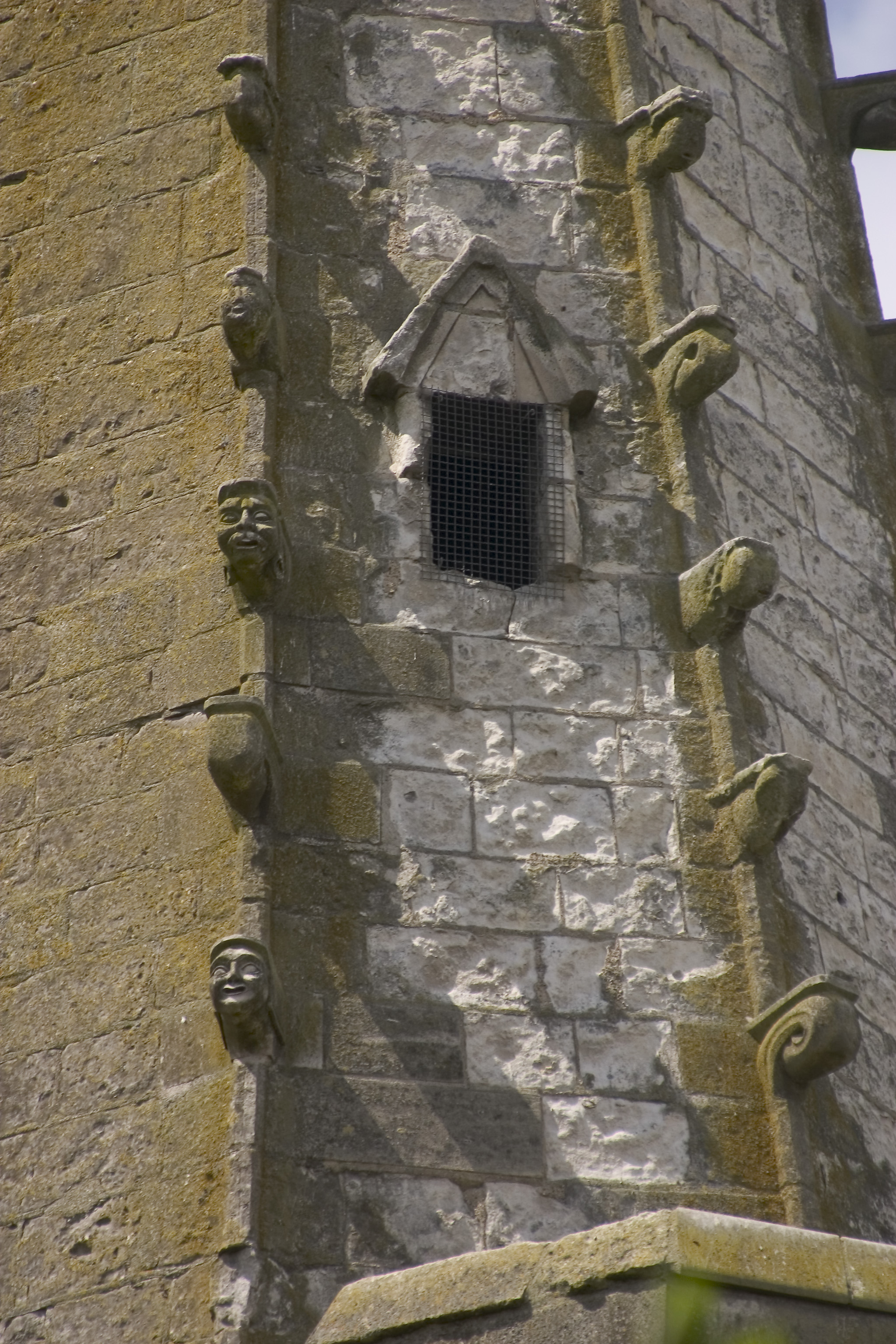

### Héraldique
| Blason de Mingoval | Blason  | D'argent à la bande de gueules ; au lambel d'azur brochant. |
| Blason de Mingoval | Détails | Le statut officiel du blason reste à déterminer.            |

## Pour approfondir

#### Bases de données, dictionnaires et encyclopédies
- Ressources relatives à la géographie :   - Insee (communes)
  - Ldh/EHESS/Cassini
- Ressource relative à plusieurs domaines :   - Annuaire du service public français
- Notices d'autorité :   - BnF (données)